# Бабич Василь Іванович
Василь Іванович Бабич (нар. 1912, селище Гришине, тепер місто Покровськ Донецької області — 1988, місто Москва) — радянський партійний діяч, 1-й секретар Кабардинського обласного комітету КПРС, секретар ЦК КП(б) Киргизії. Член Центральної Ревізійної Комісії КПРС у 1952—1961 роках. Депутат Верховної Ради СРСР 2—4-го скликань.

## Життєпис
Народився в родині залізничного стрілочника. У 1928 році вступив до комсомолу. У вересні 1928 — вересні 1930 року — учень слюсаря школи фабрично-заводського учнівства при Катерининській залізниці на станції Гришине.
У жовтні 1930 — вересні 1931 року — слюсар-бригадир залізничного депо станції Гришине.
Член ВКП(б) з вересня 1931 року.
У жовтні 1931 — лютому 1932 року — секретар комітету ЛКСМУ залізничного депо станції Гришине.
У березні — грудні 1932 року — завідувач відділу культурно-просвітньої роботи, в січні — листопаді 1933 року — завідувач організаційного відділу Гришинського районного комітету ЛКСМУ на Донбасі.
У грудні 1933 — жовтні 1934 року — відповідальний секретар Новопсковського районного комітету ЛКСМУ Донецької області.
У листопаді 1934 — серпні 1936 року — червоноармієць, секретар партійного бюро 10-го окремого дивізіону НКВС у місті Владивостоці.
У вересні 1936 — листопаді 1937 року — інструктор, у листопаді 1937 — серпні 1938 року — 3-й секретар, у серпні — листопаді 1938 року — 2-й секретар Постишевського (Красноармійського) районного комітету КП(б)У Донецької області.
У листопаді — грудні 1938 року — слухач Вищої школи партійних організаторів при ЦК ВКП(б).
У січні — грудні 1939 року — відповідальний організатор відділу керівних партійних органів ЦК ВКП(б), відповідальний організатор Управління кадрів ЦК ВКП(б).
У грудні 1939 — лютому 1940 року — завідувач секора Управління кадрів ЦК ВКП(б).
У березні 1940 — липні 1941 року — секретар Новосибірського обласного комітету ВКП(б) із кадрів.
У липні — вересні 1941 року — 3-й секретар Новосибірського обласного комітету ВКП(б).
У вересні 1941 — травні 1942 року — партійний організатор ЦК ВКП(б) комбінату № 179 Народного комісаріату боєприпасів СРСР у місті Новосибірську.
У  травні 1942—1945 роках — у Червоній армії, учасник німецько-радянської війни. У травні — серпні 1942 року — комісар 1-ї Сталінської стрілецької дивізії добровольців-сибіряків у Сибірському військовому окрузі. У серпні 1942 — лютому 1943 року — комісар 207-ї бригади повітряно-десантних військ Московського військового округу. У лютому 1943 — серпні 1945 року — начальник політичного відділу — заступник командира із політичної частини 7-ї гвардійської повітряно-десантної дивізії на Північно-Західному, 1-му, 2-му, 3-му Українських фронтах.
8 грудня 1945 — 8 червня 1946 року — секретар ЦК КП(б) Киргизії з кадрів.
8 червня — 19 вересня 1946 року — 3-й секретар ЦК КП(б) Киргизії.
У жовтні 1946 — травні 1949 року — слухач Вищої партійної школи при ЦК ВКП(б).
У травні 1949 — грудні 1956 року — 1-й секретар Кабардинського обласного комітету ВКП(б) (КПРС).
У грудні 1956 — січні 1958 року — слухач Курсів перепідготовки керівних партійних працівників при ЦК КПРС.
У січні 1958 — січні 1963 року — секретар Брянського обласного комітету КПРС.
У січні 1963 — грудні 1964 року — голова Комітету партійно-державного контролю Брянського промислового обласного комітету КПРС і виконавчого комітету Брянської промислової обласної ради депутатів трудящих. Одночасно, секретар Брянського промислового обласного комітету КПРС і заступник голови Брянської промислової обласної ради депутатів трудящих.
У грудні 1964 — грудні 1965 року — голова Комітету партійно-державного контролю Брянського обласного комітету КПРС і виконавчого комітету Брянської обласної ради депутатів трудящих. Одночасно, секретар Брянського обласного комітету КПРС.
У грудні 1965 — травні 1983 року — голова Брянського обласного комітету народного контролю.
З травня 1983 по травень 1984 року — персональний пенсіонер у місті Брянську. З червня 1984 року — персональний пенсіонер союзного значення в місті Москві.
Помер у лютому 1988 році. Похований на Кунцевському цвинтарі Москви.

## Звання
- гвардії підполковник
- гвардії полковник

## Нагороди
- орден Леніна
- два ордени Червоного Прапора
- орден Вітчизняної війни І ст.
- орден Вітчизняної війни ІІ ст.
- орден Трудового Червоного Прапора
- два ордени Червоної Зірки
- медаль «За трудову доблесть»
- медалі